# مايك رووي
مايك رووي هو لاعب هوكي الجليد كندي، ولد في 8 مارس 1965.

## وصلات خارجية
- مايك رووي على موقع دوري الهوكي الوطني (الإنجليزية)
- مايك رووي على موقع EliteProspects.com (الإنجليزية)
- مايك رووي على موقع HockeyDB.com (الإنجليزية)
- مايك رووي على موقع Hockey-Reference.com (الإنجليزية)